# Carlens Arcus
Carles Arcus (Port-au-Prince, 28 giugno 1996) è un calciatore haitiano, centrocampista dell'Angers e della nazionale haitiana.

## Caratteristiche tecniche
È un terzino destro.

## Statistiche

### Presenze e reti nei club
Statistiche aggiornate al 15 dicembre 2024.
| Stagione        | Squadra         | Campionato      | Campionato | Campionato | Coppe nazionali | Coppe nazionali | Coppe nazionali | Coppe continentali | Coppe continentali | Coppe continentali | Altre coppe | Altre coppe | Altre coppe | Totale | Totale |
| Stagione        | Squadra         | Comp            | Pres       | Reti       | Comp            | Pres            | Reti            | Comp               | Pres               | Reti               | Comp        | Pres        | Reti        | Pres   | Reti   |
| --------------- | --------------- | --------------- | ---------- | ---------- | --------------- | --------------- | --------------- | ------------------ | ------------------ | ------------------ | ----------- | ----------- | ----------- | ------ | ------ |
| 2014-2015       | Troyes          | L2              | 1          | 0          | CF+CdL          | -               | -               | -                  | -                  | -                  | -           | -           | -           | 1      | 0      |
| 2015-2016       | Troyes 2        | N2              | 17         | 0          | -               | -               | -               | -                  | -                  | -                  | -           | -           | -           | 17     | 0      |
| 2016-2017       | Lilla 2         | N2              | 19         | 1          | -               | -               | -               | -                  | -                  | -                  | -           | -           | -           | 19     | 1      |
| 2016-2017       | Lilla           | L1              | 0          | 0          | CF+CdL          | 4+0             | 0               | -                  | -                  | -                  | -           | -           | -           | 4      | 0      |
| lug.-ago. 2017  | Cercle Bruges   | D2              | 0          | 0          | CB              | 1               | 0               | -                  | -                  | -                  | -           | -           | -           | 1      | 0      |
| 2017-2018       | Auxerre         | L2              | 30         | 0          | CF+CdL          | 3+0             | 0               | -                  | -                  | -                  | -           | -           | -           | 33     | 0      |
| 2018-2019       | Auxerre         | L2              | 28         | 2          | CF+CdL          | 0+2             | 0               | -                  | -                  | -                  | -           | -           | -           | 30     | 2      |
| 2019-2020       | Auxerre         | L2              | 24         | 0          | CF+CdL          | 1+0             | 0               | -                  | -                  | -                  | -           | -           | -           | 25     | 0      |
| 2020-2021       | Auxerre         | L2              | 38         | 0          | CF              | 0               | 0               | -                  | -                  | -                  | -           | -           | -           | 38     | 0      |
| 2021-2022       | Auxerre         | L2              | 31+3       | 1          | CF              | 1               | 0               | -                  | -                  | -                  | -           | -           | -           | 35     | 0      |
| Totale Auxerre  | Totale Auxerre  | Totale Auxerre  | 151+3      | 3          |                 | 7               | 0               |                    | -                  | -                  |             | -           | -           | 161    | 3      |
| 2022-2023       | Vitesse         | ED              | 30         | 1          | CO              | 1               | 0               | -                  | -                  | -                  | -           | -           | -           | 31     | 1      |
| 2023-2024       | Vitesse         | ED              | 30         | 0          | CO              | 1               | 0               | -                  | -                  | -                  | -           | -           | -           | 31     | 0      |
| Totale Vitesse  | Totale Vitesse  | Totale Vitesse  | 60         | 1          |                 | 2               | 0               |                    | -                  | -                  |             | -           | -           | 62     | 1      |
| 2024-2025       | Angers          | L1              | 15         | 0          | CF              | -               | -               | -                  | -                  | -                  | -           | -           | -           | 15     | 0      |
| Totale carriera | Totale carriera | Totale carriera | 263+3      | 5          |                 | 14              | 0               |                    | -                  | -                  |             | -           | -           | 280    | 5      |

### Cronologia presenze e reti in nazionale
| Cronologia completa delle presenze e delle reti in nazionale ― Haiti | Cronologia completa delle presenze e delle reti in nazionale ― Haiti | Cronologia completa delle presenze e delle reti in nazionale ― Haiti | Cronologia completa delle presenze e delle reti in nazionale ― Haiti | Cronologia completa delle presenze e delle reti in nazionale ― Haiti | Cronologia completa delle presenze e delle reti in nazionale ― Haiti | Cronologia completa delle presenze e delle reti in nazionale ― Haiti | Cronologia completa delle presenze e delle reti in nazionale ― Haiti |
| Data                                                                 | Città                                                                | In casa                                                              | Risultato                                                            | Ospiti                                                               | Competizione                                                         | Reti                                                                 | Note                                                                 |
| -------------------------------------------------------------------- | -------------------------------------------------------------------- | -------------------------------------------------------------------- | -------------------------------------------------------------------- | -------------------------------------------------------------------- | -------------------------------------------------------------------- | -------------------------------------------------------------------- | -------------------------------------------------------------------- |
| 3-9-2016                                                             | Port-au-Prince                                                       | Haiti                                                                | 0 – 1                                                                | Costa Rica                                                           | Qual. Mondiali 2018                                                  | -                                                                    |                                                                      |
| 7-9-2016                                                             | Kingston                                                             | Giamaica                                                             | 0 – 2                                                                | Haiti                                                                | Qual. Mondiali 2018                                                  | -                                                                    | 30’                                                                  |
| 9-11-2016                                                            | Port-au-Prince                                                       | Haiti                                                                | 2 – 5                                                                | Guyana francese                                                      | Qualificazioni alla Coppa dei Caraibi 2017                           | -                                                                    |                                                                      |
| 13-11-2016                                                           | Basseterre                                                           | Saint Kitts e Nevis                                                  | 0 – 2 dts                                                            | Haiti                                                                | Qualificazioni alla Coppa dei Caraibi 2017                           | -                                                                    |                                                                      |
| 10-10-2017                                                           | Yokohama                                                             | Giappone                                                             | 3 – 3                                                                | Haiti                                                                | Amichevole                                                           | -                                                                    | 82’                                                                  |
| 10-11-2017                                                           | Al-'Ayn                                                              | Emirati Arabi Uniti                                                  | 0 – 1                                                                | Haiti                                                                | Amichevole                                                           | -                                                                    | 61’                                                                  |
| 30-5-2018                                                            | Buenos Aires                                                         | Argentina                                                            | 4 – 0                                                                | Haiti                                                                | Amichevole                                                           | -                                                                    | 89’                                                                  |
| 11-9-2018                                                            | Port-au-Prince                                                       | Haiti                                                                | 13 – 0                                                               | Sint Maarten                                                         | Qual. CONCACAF Nations League 2019-2020                              | 1                                                                    |                                                                      |
| 16-10-2018                                                           | Fort-de-France                                                       | Saint Lucia                                                          | 1 – 2                                                                | Haiti                                                                | Qual. CONCACAF Nations League 2019-2020                              | -                                                                    | 68’                                                                  |
| 17-11-2018                                                           | Managua                                                              | Nicaragua                                                            | 0 – 2                                                                | Haiti                                                                | Qual. CONCACAF Nations League 2019-2020                              | -                                                                    |                                                                      |
| 24-3-2019                                                            | Port-au-Prince                                                       | Haiti                                                                | 2 – 1                                                                | Cuba                                                                 | Qual. CONCACAF Nations League 2019-2020                              | -                                                                    |                                                                      |
| 2-6-2019                                                             | Washington                                                           | Haiti                                                                | 0 – 1                                                                | El Salvador                                                          | Amichevole                                                           | -                                                                    | 79’                                                                  |
| 6-6-2019                                                             | La Serena                                                            | Cile                                                                 | 2 – 1                                                                | Haiti                                                                | Amichevole                                                           | -                                                                    |                                                                      |
| 11-6-2019                                                            | San José                                                             | Guyana                                                               | 1 – 3                                                                | Haiti                                                                | Amichevole                                                           | -                                                                    | 46’                                                                  |
| 17-6-2019                                                            | San José                                                             | Haiti                                                                | 2 – 1                                                                | Bermuda                                                              | Gold Cup 2019 - 1º turno                                             | -                                                                    |                                                                      |
| 21-6-2019                                                            | Frisco                                                               | Nicaragua                                                            | 0 – 2                                                                | Haiti                                                                | Gold Cup 2019 - 1º turno                                             | -                                                                    | 13’                                                                  |
| 29-6-2019                                                            | Houston                                                              | Haiti                                                                | 3 – 2                                                                | Canada                                                               | Gold Cup 2019 - Quarti di finale                                     | -                                                                    |                                                                      |
| 2-7-2019                                                             | Phoenix                                                              | Haiti                                                                | 0 – 1 dts                                                            | Messico                                                              | Gold Cup 2019 - Semifinale                                           | -                                                                    |                                                                      |
| 10-10-2019                                                           | Nassau                                                               | Haiti                                                                | 1 – 1                                                                | Costa Rica                                                           | CONCACAF Nations League 2019-2020 - 2º turno                         | -                                                                    |                                                                      |
| 18-11-2019                                                           | San José                                                             | Costa Rica                                                           | 1 – 1                                                                | Haiti                                                                | CONCACAF Nations League 2019-2020 - 2º turno                         | -                                                                    |                                                                      |
| 12-6-2021                                                            | Port-au-Prince                                                       | Haiti                                                                | 0 – 1                                                                | Canada                                                               | Qual. Mondiali 2022                                                  | -                                                                    | 66’                                                                  |
| 15-6-2021                                                            | Bridgeview                                                           | Canada                                                               | 3 – 0                                                                | Haiti                                                                | Qual. Mondiali 2022                                                  | -                                                                    |                                                                      |
| 2-7-2021                                                             | Fort Lauderdale                                                      | Haiti                                                                | 6 – 1                                                                | Saint Vincent e Grenadine                                            | Qual. Gold Cup 2021                                                  | -                                                                    | 62’ 75’                                                              |
| 6-7-2021                                                             | Fort Lauderdale                                                      | Haiti                                                                | 4 – 1                                                                | Bermuda                                                              | Qual. Gold Cup 2021                                                  | -                                                                    |                                                                      |
| 12-7-2021                                                            | Kansas City                                                          | Stati Uniti                                                          | 1 – 0                                                                | Haiti                                                                | Gold Cup 2021 - 1º turno                                             | -                                                                    |                                                                      |
| 16-7-2021                                                            | Kansas City                                                          | Haiti                                                                | 1 – 4                                                                | Canada                                                               | Gold Cup 2021 - 1º turno                                             | -                                                                    |                                                                      |
| 18-7-2021                                                            | Frisco                                                               | Martinica                                                            | 1 – 2                                                                | Haiti                                                                | Gold Cup 2021 - 1º turno                                             | -                                                                    |                                                                      |
| 7-6-2022                                                             | Santo Domingo                                                        | Haiti                                                                | 3 – 2                                                                | Montserrat                                                           | CONCACAF Nations League 2022-2023 - 1º turno                         | -                                                                    |                                                                      |
| 11-6-2022                                                            | Georgetown                                                           | Guyana                                                               | 2 – 6                                                                | Haiti                                                                | CONCACAF Nations League 2022-2023 - 1º turno                         | -                                                                    |                                                                      |
| 15-6-2022                                                            | Santo Domingo                                                        | Haiti                                                                | 6 – 0                                                                | Guyana                                                               | CONCACAF Nations League 2022-2023 - 1º turno                         | -                                                                    |                                                                      |
| 25-3-2023                                                            | Lookout                                                              | Montserrat                                                           | 0 – 4                                                                | Haiti                                                                | CONCACAF Nations League 2022-2023 - 1º turno                         | -                                                                    | 79’                                                                  |
| 20-6-2023                                                            | West Palm Beach                                                      | Haiti                                                                | 0 – 0                                                                | Trinidad e Tobago                                                    | Amichevole                                                           | -                                                                    |                                                                      |
| 25-6-2023                                                            | Houston                                                              | Haiti                                                                | 2 – 1                                                                | Qatar                                                                | Gold Cup 2023 - 1º turno                                             | -                                                                    |                                                                      |
| 29-6-2023                                                            | Glendale                                                             | Haiti                                                                | 1 – 3                                                                | Messico                                                              | Gold Cup 2023 - 1º turno                                             | -                                                                    |                                                                      |
| 3-7-2023                                                             | Charlotte                                                            | Honduras                                                             | 2 – 1                                                                | Haiti                                                                | Gold Cup 2023 - 1º turno                                             | -                                                                    |                                                                      |
| 12-10-2023                                                           | Paramaribo                                                           | Suriname                                                             | 1 – 1                                                                | Haiti                                                                | CONCACAF Nations League 2023-2024 - 1º turno                         | -                                                                    | 63’                                                                  |
| 15-10-2023                                                           | Port of Spain                                                        | Haiti                                                                | 2 – 3                                                                | Giamaica                                                             | CONCACAF Nations League 2023-2024 - 1º turno                         | -                                                                    | 80’                                                                  |
| 6-6-2024                                                             | Port-au-Prince                                                       | Haiti                                                                | 2 – 1                                                                | Saint Lucia                                                          | Qual. Mondiali 2026                                                  | -                                                                    |                                                                      |
| 9-6-2024                                                             | Saint Michael                                                        | Barbados                                                             | 1 – 3                                                                | Haiti                                                                | Qual. Mondiali 2026                                                  | -                                                                    |                                                                      |
| 7-9-2024                                                             | Mayagüez                                                             | Porto Rico                                                           | 1 – 4                                                                | Haiti                                                                | CONCACAF Nations League 2024-2025 - 1º turno                         | -                                                                    |                                                                      |
| 12-10-2024                                                           | Oranjestad                                                           | Aruba                                                                | 1 – 3                                                                | Haiti                                                                | CONCACAF Nations League 2024-2025 - 1º turno                         | -                                                                    | 62’ 76’                                                              |
| 15-10-2024                                                           | Oranjestad                                                           | Haiti                                                                | 5 – 3                                                                | Aruba                                                                | CONCACAF Nations League 2024-2025 - 1º turno                         | -                                                                    | 67’                                                                  |
| 15-11-2024                                                           | Mayagüez                                                             | Sint Maarten                                                         | 0 – 8                                                                | Haiti                                                                | CONCACAF Nations League 2024-2025 - 1º turno                         | -                                                                    | 89’                                                                  |
| 22-3-2025                                                            | Baku                                                                 | Azerbaigian                                                          | 0 – 3                                                                | Haiti                                                                | Amichevole                                                           | -                                                                    | 76’                                                                  |
| 7-6-2025                                                             | Oranjestad                                                           | Aruba                                                                | 0 – 5                                                                | Haiti                                                                | Qual. Mondiali 2026                                                  | -                                                                    |                                                                      |
| 10-6-2025                                                            | Oranjestad                                                           | Haiti                                                                | 1 – 5                                                                | Curaçao                                                              | Qual. Mondiali 2026                                                  | -                                                                    | 46’                                                                  |
| 15-6-2025                                                            | San Diego                                                            | Haiti                                                                | 0 – 1                                                                | Arabia Saudita                                                       | Gold Cup 2025 - 1º turno                                             | -                                                                    |                                                                      |
| 19-6-2025                                                            | Houston                                                              | Trinidad e Tobago                                                    | 1 – 1                                                                | Haiti                                                                | Gold Cup 2025 - 1° turno                                             | -                                                                    | 70’                                                                  |
| 22-6-2025                                                            | Arlington                                                            | Stati Uniti                                                          | 2 – 1                                                                | Haiti                                                                | Gold Cup 2025 - 1° turno                                             | -                                                                    | 88’                                                                  |
| Totale                                                               |                                                                      | Presenze                                                             | 49                                                                   |                                                                      | Reti                                                                 | 1                                                                    |                                                                      |

## Palmarès

### Club

#### Competizioni nazionali
- Campionato francese di seconda divisione: 1

Troyes: 2014-2015